# Capasa xerophylla
Capasa xerophylla là một loài bướm đêm trong họ Geometridae.